# Свети Климент Охридски (база)
Вижте пояснителната страница за други значения на Свети Климент Охридски.
Изследователската база „Свети Климент Охридски“ е българско научно съоръжение на остров Ливингстън, част от антарктическия архипелаг Южни Шетландски острови.

## Координати
62°38′29″ ю. ш. 60°21′53″ з. д. / 62.641389° ю. ш. 60.364722° з. д., източния бряг на Южния залив, о-в Ливингстън в архипелага Южни Шетлъндски острови, Западна Антарктика.

## Разположение
Сезонната база „Св. Климент Охридски“ е разположена на полуостров Хърд, на 130 m от брега на вътрешния залив Емона в Южния залив, който се използва за трансфер на персонал и товари с надувни лодки Зодиак. Лятно време през района на базата протича Резовския поток, осигуряващ необходимото водоснабдяване.
Мястото е избрано твърде сполучливо, с удобни сухопътни маршрути към платото Балкан, хребетите Бърдик, Плиска и Боулс, Тангра планина и други вътрешни райони на остров Ливингстън. Централната местност Лагер Академия е разположена на 11 км източно от Св. Климент Охридски.
Испанската база Хуан Карлос I се намира на 2,7 км на юг-югозапад и е достъпна или с лодки Зодиак, или по сухопътен 5,5-километров маршрут през платото Балкан, седловината Чаруа и ледника Джонсън. Българските и испанските полярни изследователи работят в тясно сътрудничество. Приятелството с испанските съседи става важна част от живота на българите – от общото честване на коледно-новогодишните празници, до съвместни научни дейности и медицинската помощ при нужда ако една от базите няма свой лекар през сезона. И не на последно място е логистичната подкрепа на испанските военни кораби Хесперидес и Лас Палмас, станали легендарни за българските полярници.

## Хронология
Базата е основана през 1988 г., а от 1993 г. с указ на президента Желю Желев е наречена в чест на Св. Климент Охридски, средновековен просветител и първи български епископ, работил под егидата и по поръчение на княз Борис I Михаил.
През 1987 група български учени решават да отбележат предстоящия стогодишен юбилей на Софийския университет Св. Климент Охридски с нещо наистина значимо за България. Със съдействието на Държавния комитет за изследвания и технологии, Британската антарктическа служба и съветския Арктически и антарктически научноизследователски институт, през сезона 1987/88 е организирана Първата българска антарктическа експедиция. В нея участват геолозите Христо Пимпирев, Борислав Каменов и Златил Вергилов от Софийския университет, метеорологът Николай Михневски и радистът Стефан Калоянов от Българската академия на науките, и инженерът Асен Чакъров от Техническия университет в София (тогава Машинно-електротехнически институт). Освен провеждането на научни изследвания, експедицията има задачата да монтира първите постройки на бъдещата българска база като основа за едно по-сериозно присъствие и дейност в Антарктика. Учените са разделени на две групи, като се предвижда двама от тях да работят заедно с британците по геоложки проект на о. Александър, а другите четирима да транспортират до същия остров постройките заедно с необходимото оборудване и припаси със съветския научноекспедиционен кораб Михаил Сомов с капитан Феликс Песяков. В дните 26–28 април 1988 Вергилов, Михневски, Калоянов и Чакъров с помощта на руснаците монтират двете постройки на базата, които са запазени и до днес. Едната е произведена в Пазарджик, модел използван на времето от българските дървосекачи в Коми. Съоръженията са обновени през 1993, а през 1996-98 е добавена нова многофункционална сграда. През 2003 е построен параклисът „Св. Иван Рилски“, първата православна постройка в Антарктида. От 1995 работи пощенски клон 1090 на Български пощи. Стопанисва се от Българския антарктически институт.

## Описание
Базата е основана през 1988 г., а от 1993 г. с указ на президента Желю Желев е наречена в чест на Св. Климент Охридски, средновековен просветител и първи български епископ, работил под егидата и по поръчение на княз Борис I Михаил. След неуспешен опит за дебаркиране, причинен от лошите ледови условия край остров Александър, четирима български антарктици със съдействието на съветския изследователски кораб „Михаил Сомов“ монтират две сглобяеми постройки на остров Ливингстън от 26 до 29 април 1988. Съоръженията са обновени през 1993, а през 1996 – 98 е добавена нова многофункционална сграда. През 2003 е построен параклисът „Св. Иван Рилски“, а през 2012 г. е изградена нова постройка за параклиса, който е първата православна постройка в Антарктида. От 1995 работи пощенски клон 1090 на Български пощи. Стопанисва се от Българския антарктически институт. През сезона 2008 – 2009 са построени две нови сгради със спални помещения, медицински кабинет и научни лаборатории (геоложка и биоложка).

## Дейност
На Българската база се извършват изследвания в областта на геологията, биологията, глациологията, метеорологията, медицината, топографията и географията с многонационално участие. Базата се посещава редовно от представители на българските институции отговорни за дейността на България в Антарктика, включително президентът Георги Първанов през януари 2005 г. На гости понякога се отбиват и туристически кораби от отдалечения само на 12 км нос Хана, една от най-популярните дестинации на антарктическия туризъм.

## Галерия
- База Св. Климент Охридски
- Постройките от 1988
- Залив Емона
- Параклис Св. Иван Рилски
- Новият параклис в 2012 г.
- Олтарът на новия параклис
- Паметникът на кирилицата
- Обзорна карта на Ливингстън
- Топографска карта на острова с базите и базовите лагери

## Карти
- Л.Л. Иванов. Св. Климент Охридски, о. Ливингстън. Топографска карта в мащаб 1:1000. Проект на Комисията по антарктическите наименования, подкрепен от Атлантическия клуб в България и Българския антарктически институт. София, 1996. (Първата българска антарктическа топографска карта.)
- L.L. Ivanov et al. Antarctica: Livingston Island, South Shetland Islands (from English Strait to Morton Strait, with illustrations and ice-cover distribution). 1:100000 scale topographic map. Софиа: Antarctic Place-names Commission of Bulgaria, 2005.
- L.L. Ivanov. Antarctica: Livingston Island and Greenwich, Robert, Snow and Smith Islands. Scale 1:120000 topographic map. Troyan: Manfred Wörner Foundation, 2009. ISBN 978-954-92032-6-4
- Л.Л. Иванов. Карта на остров Ливингстън. В: Иванов, Л. и Н. Иванова. Антарктика: Природа, история, усвояване, географски имена и българско участие. София: Фондация Манфред Вьорнер, 2014. с. 18 – 19. ISBN 978-619-90008-1-6
- L.L. Ivanov. Antarctica: Livingston Island and Smith Island. Scale 1:100000 topographic map. Manfred Wörner Foundation, 2017. ISBN 978-619-90008-3-0
- Антарктика, Южни Шетландски острови, о. Ливингстън: Българска антарктическа база. Листи 1 и 2. Топографска карта в мащаб 1:2000. Агенция по геодезия, картография и кадастър, 2016.